# Caprese Michelangelo
Caprese Michelangelo is een gemeente in de Italiaanse provincie Arezzo (regio Toscane) en telt 1.647 inwoners (31 december 2004). De oppervlakte bedraagt 67,5 km², de bevolkingsdichtheid is 24 inwoners per km².
Op 6 maart 1475 werd de beroemde kunstenaar Michelangelo Buonarroti hier geboren.

## Demografie
Caprese Michelangelo telt ongeveer 724 huishoudens. Het aantal inwoners daalde in de periode 1991-2001 met 4,4% volgens cijfers uit de tienjaarlijkse volkstellingen van ISTAT.
| Jaar | Inwoneraantal |
| ---- | ------------- |
| 1991 | 1701          |
| 2001 | 1626          |
| 2013 | 1491          |

## Geografie
De gemeente ligt op ongeveer 653 m boven zeeniveau.
Caprese Michelangelo grenst aan de volgende gemeenten: Anghiari, Chitignano, Chiusi della Verna, Pieve Santo Stefano, Subbiano.

## Geboren
- Michelangelo Buonarroti (1475-1564), kunstschilder, beeldhouwer, architect en dichter